# Casal da Coita
Casal da Coita é uma aldeia portuguesa situada no município de Caldas da Rainha, distrito de Leiria, região Centro e sub-região do Oeste, com cerca de 200 habitantes. Pertence à freguesia de Santa Catarina.